# Jaswant Singh Rajput

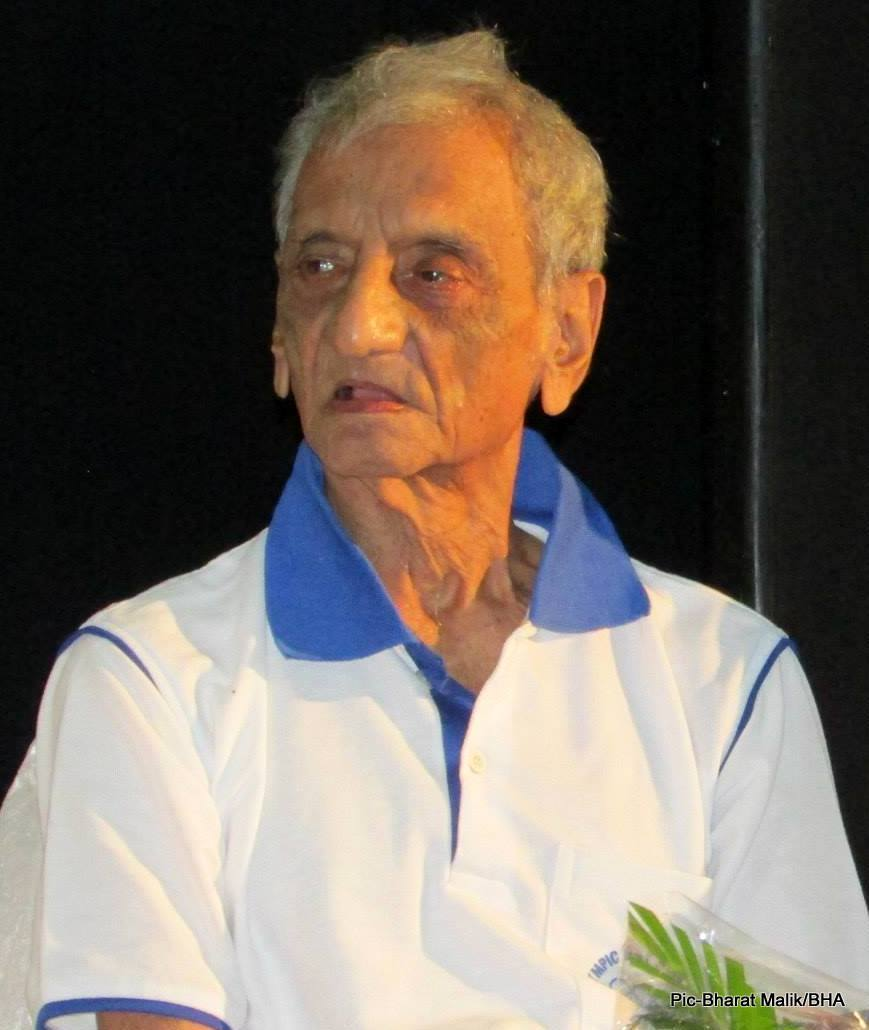
Jaswant Singh Rajput

Jaswant Singh Rajput, född cirka 1926 i Delhi, död 28 januari 2015 i Calcutta, var en indisk landhockeyspelare (centerhalv). Han tog OS-guld 1948 med Indiens landslag.
I OS-turneringen i London spelade Rajput en match mot Österrike som Indien vann med 8–0.
År 1952 skrev han på kontrakt med laget Mohun Bagan som han hjälpte till seger i den traditionsrika landhockeyturneringen Beighton Cup.